# Chiba
Pour les articles homonymes, voir Chiba (homonymie).
Chiba (千葉市, Chiba-shi) est la capitale de la préfecture de Chiba, sur l'île de Honshū, au Japon.

## Toponymie
Le toponyme « Chiba » (千葉) est créé au début du XIIe siècle, lorsqu'un membre du clan Chiba fonde la cité du même nom, dans le sud de la province de Shimōsa.

## Géographie

### Situation

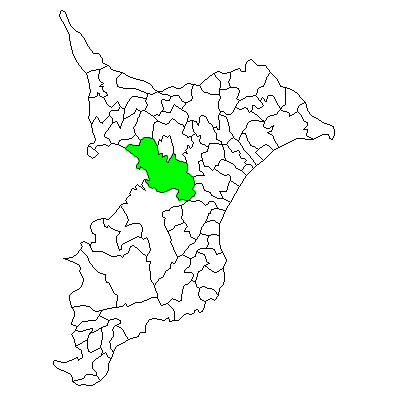
Situation de la ville de Chiba dans la préfecture de Chiba.

La ville de Chiba est située sur l'île de Honshū, dans le Nord de la péninsule de Bōsō, à environ 40 km, à vol d'oiseau, à l'est-sud-est de Tokyo, capitale du Japon. Le long de la côte orientale de la baie de Tokyo, la capitale de la préfecture de Chiba s'étend sur 272,08 km2, au relief peu élevé (0 à 104 m d'altitude), 25,6 km d'est en ouest et 24,5 km du nord au sud.

### Municipalités limitrophes
| Narashino, Yachiyo | Yotsukaidō, Sakura | Yachimata             |
| baie de Tokyo      | Chiba              | Tōgane                |
| baie de Tokyo      | Ichihara           | Ōamishirasato, Mobara |

### Démographie
En 2016, la population de Chiba était de 968 687 habitants (426 765 foyers), répartis sur une superficie de 272,08 km2. Elle était en baisse de 0,33 % par rapport aux estimations du recensement de 2015 (971 882 habitants).
En juillet 2024, la ville de Chiba comptait 984 397 habitants.

### Voies de communication et transports

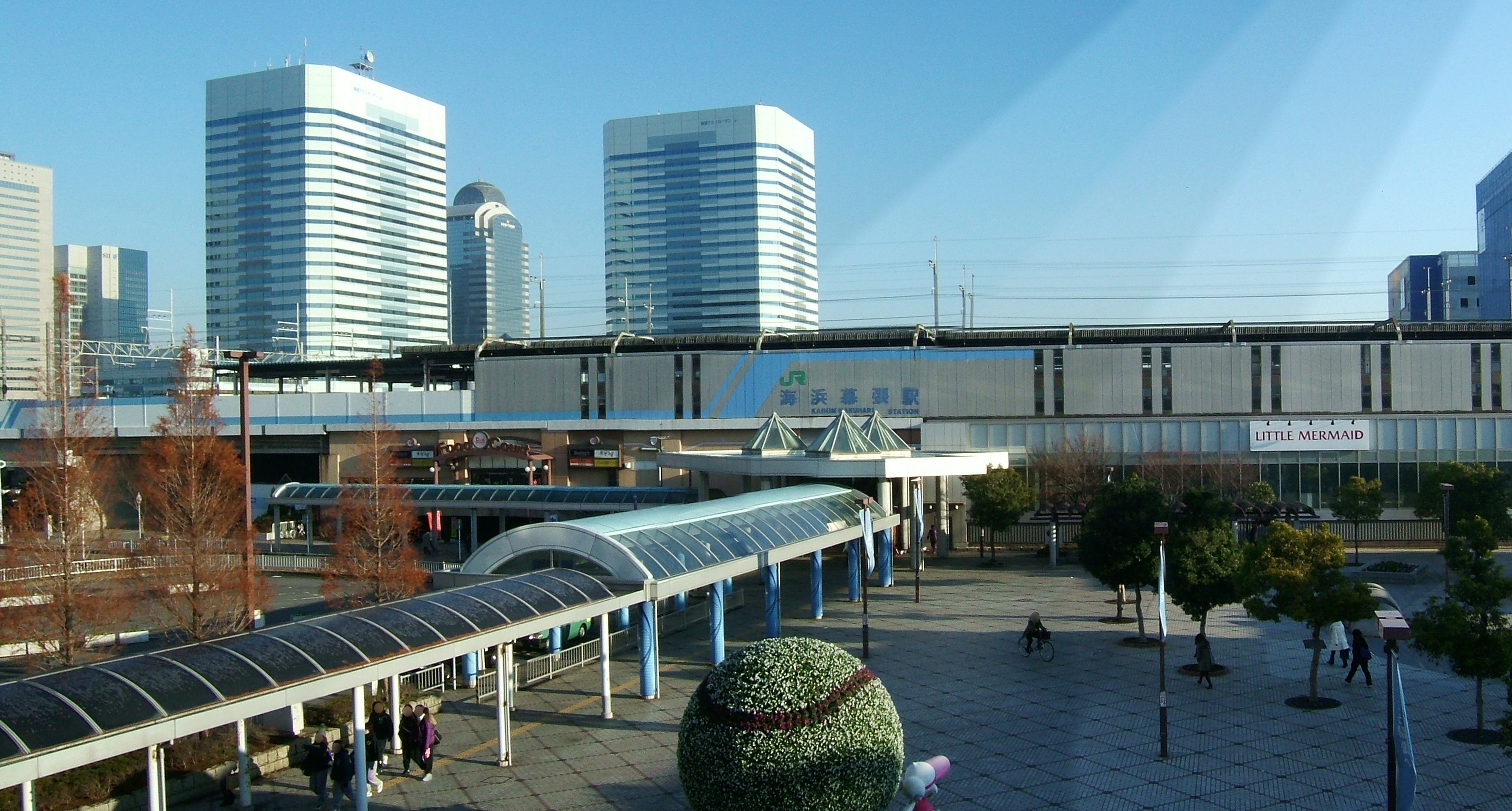
Gare de Kaihin-Makuhari à Chiba.

#### Air
L'aéroport international de Narita et l'aéroport international de Tokyo Haneda sont les principaux aéroports les plus proches.

#### Rail
La ville est parcourue par le monorail urbain de Chiba qui comporte deux lignes.
Les principales gares sont la gare de Chiba (lignes Chūō-Sōbu, Narita, Sōbu, Sotobō et Uchibō, ainsi que le monorail de Chiba), la gare de Keisei Chiba (ligne Keisei Chiba), et la gare de Soga (lignes Keiyō, Sotobō et Uchibō), toutes dans l'arrondissement de Chūō.

#### Route
- Autoroute Higashi-kantō vers Tokyo, Narita et Kashima.
- Autoroute Tateyama vers Kisarazu.

### Climat
| Mois                                             | jan.      | fév.      | mars      | avril     | mai       | juin     | jui.      | août      | sep.      | oct.      | nov.      | déc.      | année     |
| ------------------------------------------------ | --------- | --------- | --------- | --------- | --------- | -------- | --------- | --------- | --------- | --------- | --------- | --------- | --------- |
| Température minimale moyenne (°C)                | 2,4       | 2,8       | 5,7       | 10,6      | 15,4      | 19       | 23        | 24,3      | 21        | 15,6      | 9,9       | 4,9       | 12,9      |
| Température moyenne (°C)                         | 6,1       | 6,6       | 9,6       | 14,5      | 18,9      | 21,9     | 25,7      | 27,1      | 23,8      | 18,6      | 13,4      | 8,6       | 16,2      |
| Température maximale moyenne (°C)                | 10,1      | 10,7      | 13,8      | 18,7      | 23        | 25,6     | 29,4      | 31        | 27,5      | 22,3      | 17,3      | 12,5      | 20,2      |
| Record de froid (°C) date du record              | −5,1 1970 | −5,2 1967 | −4,4 1977 | 0,4 2001  | 6,8 1993  | 9,1 1966 | 12,5 1976 | 16,5 1980 | 10,7 2001 | 5,8 1983  | −0,9 1969 | −3,7 1967 | −5,2 1967 |
| Record de chaleur (°C) date du record            | 20,7 1969 | 24,7 2009 | 25,3 2013 | 28,7 2004 | 31,7 2014 | 35 2011  | 37,8 2004 | 38,5 2015 | 36,2 2010 | 32,8 2016 | 25,8 1987 | 24,3 2004 | 38,5 2015 |
| Ensoleillement (h)                               | 191,6     | 165,3     | 167,5     | 177       | 180,5     | 126,9    | 162,7     | 189,4     | 134,6     | 131,6     | 143,6     | 174,8     | 1 945,5   |
| Précipitations (mm)                              | 67,5      | 59,1      | 111,3     | 110,4     | 122,3     | 150,9    | 136,5     | 115,7     | 204,7     | 225,7     | 94,1      | 56,8      | 1 454,7   |
| dont neige (cm)                                  | 2         | 4         | 0         | 0         | 0         | 0        | 0         | 0         | 0         | 0         | 0         | 0         | 7         |
| Nombre de jours avec précipitations              | 5,4       | 5,9       | 10,2      | 9,8       | 10,1      | 10,9     | 9         | 7,7       | 10,8      | 10,5      | 7,9       | 5,9       | 104,1     |
| dont nombre de jours avec précipitations ≥ 10 mm | 2,3       | 1,8       | 4,2       | 3,7       | 4,3       | 4,8      | 3,8       | 2,9       | 5,1       | 5,5       | 3         | 1,8       | 43,1      |
| Humidité relative (%)                            | 53        | 55        | 61        | 66        | 71        | 77       | 78        | 77        | 77        | 73        | 66        | 57        | 68        |
| Nombre de jours avec neige                       | 0,4       | 0,5       | 0,1       | 0         | 0         | 0        | 0         | 0         | 0         | 0         | 0         | 0         | 1,1       |

| Diagramme climatique                                  |             |              |               |             |             |             |             |             |               |             |             |
| J                                                     | F           | M            | A             | M           | J           | J           | A           | S           | O             | N           | D           |
| 10,12,467,5                                           | 10,72,859,1 | 13,85,7111,3 | 18,710,6110,4 | 2315,4122,3 | 25,619150,9 | 29,423136,5 | 3124,3115,7 | 27,521204,7 | 22,315,6225,7 | 17,39,994,1 | 12,54,956,8 |
| Moyennes : • Temp. maxi et mini °C • Précipitation mm |             |              |               |             |             |             |             |             |               |             |             |

## Urbanisme

### Morphologie urbaine
La ville de Chiba est divisée en six arrondissements (区, ku) depuis 1992.
| - Chūō-ku - Hanamigawa-ku - Inage-ku - Midori-ku - Mihama-ku - Wakaba-ku | Chūō-ku Hanamigawa-ku Inage-ku Midori-ku Mihama-ku Wakaba-ku |
| Arrondissements de Chiba                                                 |                                                              |

## Histoire

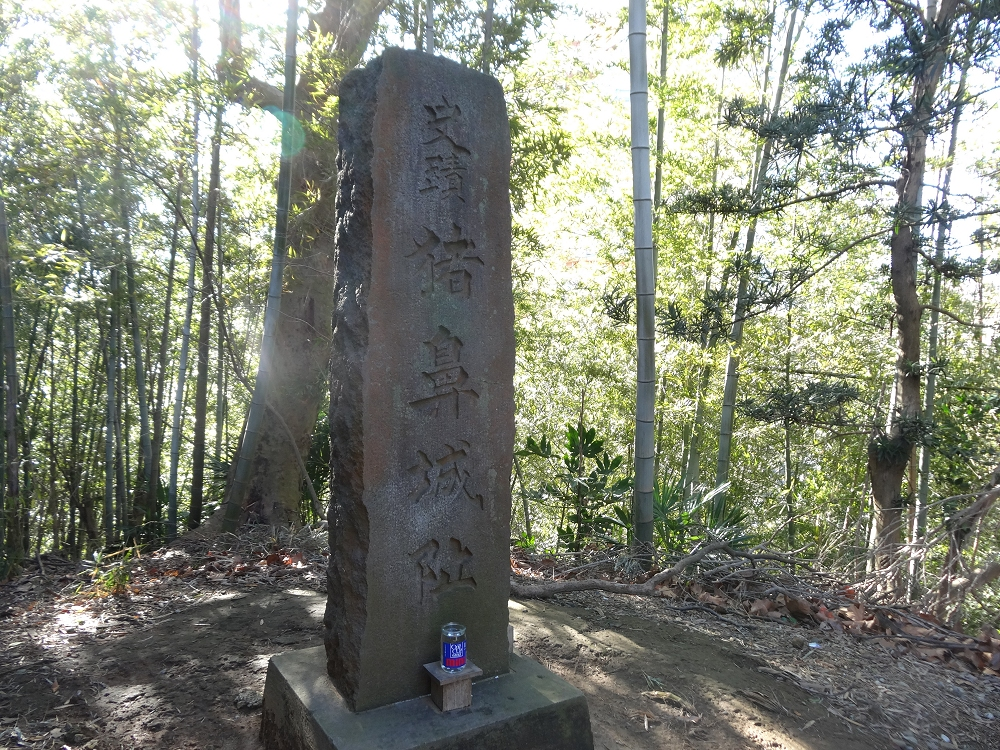
Stèle marquant l'emplacement de l'ancien château de Chiba (arrondissement Chūō).

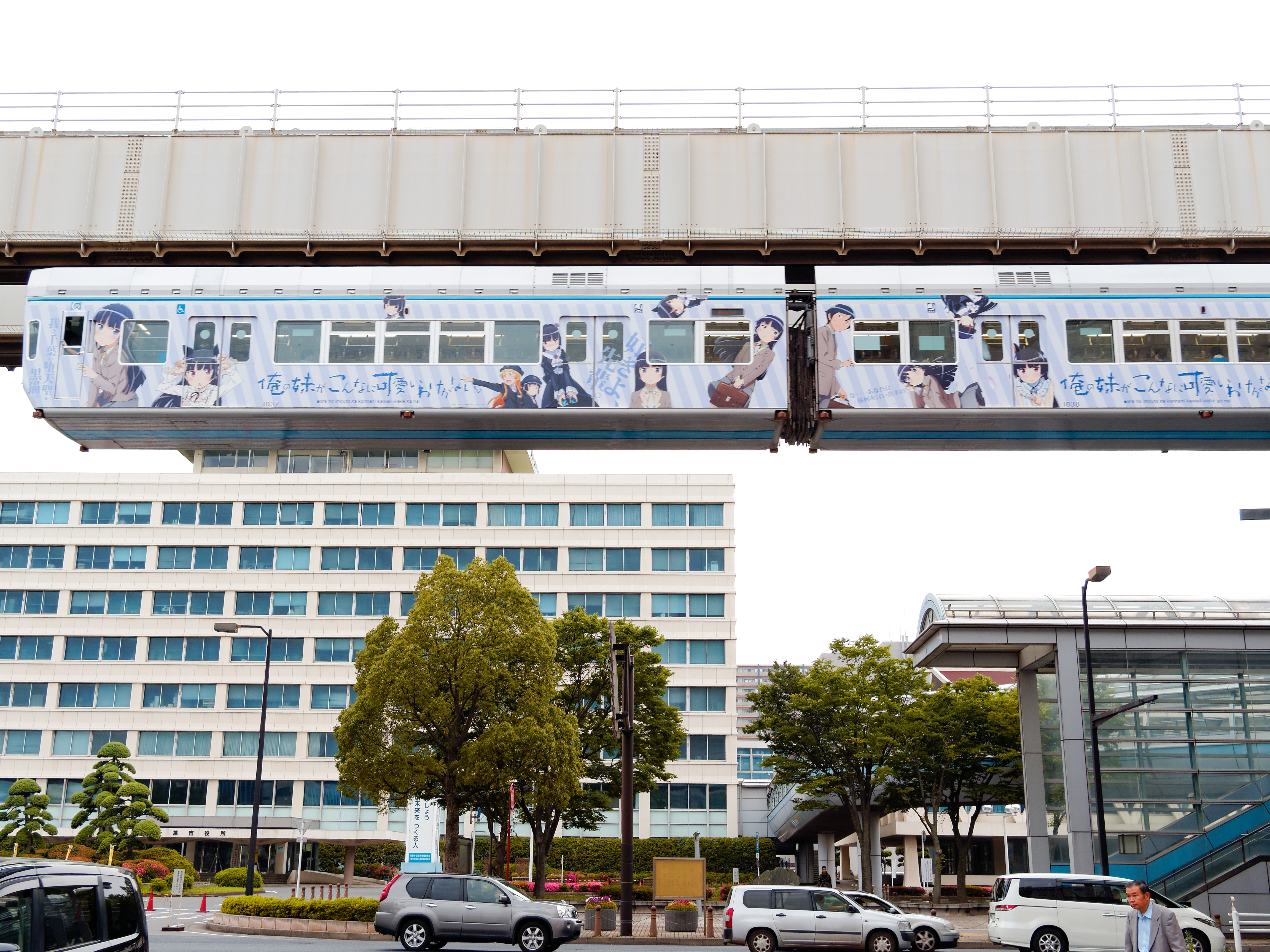
Le monorail de Chiba (2013).

À partir de 1907, l'excavation du site archéologique de Kasorikaizuka (ja) (arrondissement de Wakaba), sur lequel un amas coquillier a été découvert révèle l'existence dans le nord de la péninsule de Bōsō d'une présence humaine durant le milieu de la période Jōmon (5 000-3 000 ans av. J.-C.),,.
En 1126, Chiba Tsuneshige, du clan Chiba, s'installe dans le sud de la province de Shimōsa et y fait construire une place forte : le château de Chiba,,. La jōkamachi (ville-château) prospère jusqu'en 1455, année au cours de laquelle des affrontements militaires entre différentes factions du clan Chiba entraînent sa destruction. La cité connaît un regain de prospérité, vers le milieu de l'époque d'Edo (1603-1868), lorsqu'elle est reprise par le clan Hotta du domaine de Sakura. Elle devient un relais routier (shukuba) et un port d'où sont transportées des marchandises pour la capitale, Edo, siège du pouvoir du shogunat Tokugawa. En 1873, après l'officialisation par le gouvernement de Meiji issu de la restauration impériale, du découpage du territoire national en préfectures, la préfecture de Chiba est officiellement créée. Son administration est établie dans le bourg de Chiba, qui est alors promu centre politique, économique et culturel préfectoral,. Un an plus tard, l'université de Chiba est fondée et ouvre ses portes aux jeunes gens attirés par les études de médecine. Le bourg de Chiba acquiert le statut de ville — la 76e du pays — en 1921. La municipalité s'étend alors sur 15,22 km2 et regroupe 33 887 habitants (6 918 foyers),.
Durant la Seconde Guerre mondiale, 70 % du centre-ville de Chiba est détruit par deux raids aériens, menés, les 7 et 10 juillet 1945, par les forces armées américaines. La création d'un port et l'implantation des entreprises TEPCO et Kawasaki Steel Corporation, conjuguées aux efforts des habitants, aboutissent rapidement à la reconstruction de la capitale préfectorale,. L'urbanisation se poursuit, notamment au plus fort de la période du « miracle économique japonais » (décennie 1965-1975), avec le développement de la façade maritime, d'un parc industriel et de quartiers résidentiels. La population atteint le demi-million d'habitants en 1971. En 1992, Chiba s'organise en six arrondissements et devient la 12e des villes désignées par ordonnance gouvernementale,. En 2001, le monorail suspendu de 15,2 km, inauguré en 1988, entre dans le Livre Guinness des records, surclassant le Wuppertaler Schwebebahn de Wuppertal (Allemagne), long de 13,5 km et opérationnel depuis 1900,. En 2009, la population de la ville dépasse les 950 000 habitants. Deux ans plus tard, le gouvernement japonais classe le port international de Chiba (en) comme « port stratégique pour le commerce extérieur », aux côtés de ceux d'Osaka, Kobe, Nagoya, Yokohama et Tokyo, entre autres,,.

## Jumelage
En 2018, la ville de Chiba est jumelée avec les municipalités étrangères suivantes :
- Asuncion (Paraguay) depuis 1970 ;
- Vancouver-Nord (Canada) depuis 1970 ;
- Houston (États-Unis) depuis 1972 ;
- Quezón City (Philippines) depuis 1972 ;
- Tianjin (Chine) depuis 1986 ;
- Montreux (Suisse) depuis 1996 ;
- Wujiang (Chine) depuis 1996.

## Symboles municipaux

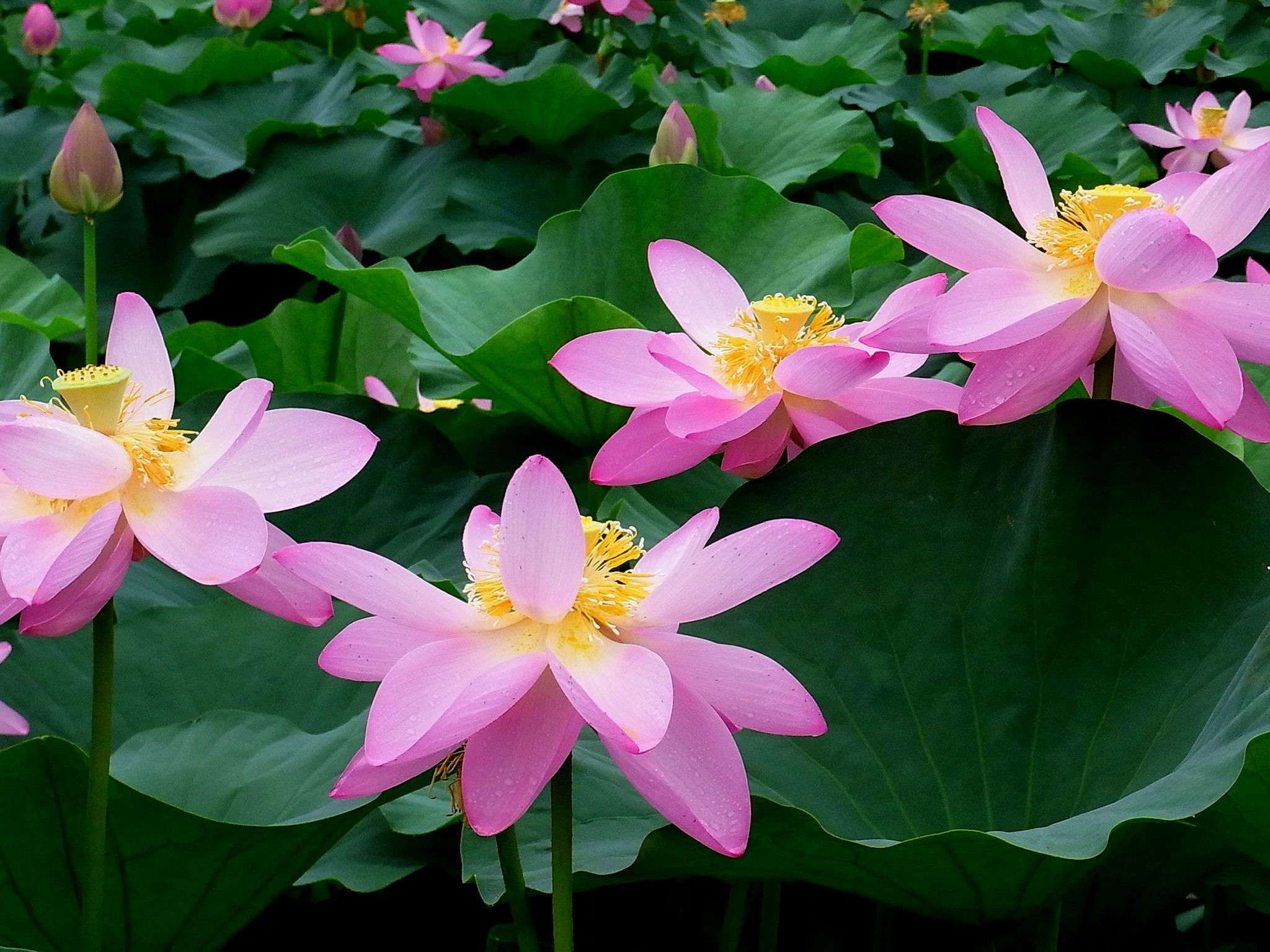
Fleurs de lotus Ōga, dans le parc de Chiba.

L'arbre symbole de la municipalité de Chiba, sélectionné en 1993, est l'une des espèces d'arbres la plus commune dans la ville : le zelkova du Japon. Son oiseau et sa fleur symboles, choisis en 1993, sont respectivement la sterne naine et le lotus Ōga,. Celui-ci, aussi appelé Nelumbo 'Ōga', est un cultivar d'une espèce fossile de lotus d'Orient. Il a été obtenu par germination de graines vieilles de deux mille ans, découvertes en 1951 par le botaniste Ichirō Ōga, dans le sous-sol d'un terrain du nord de la ville, une annexe de l'université de Tokyo. Depuis 1954, le lotus Ōga est classé monument naturel de la préfecture de Chiba, sous le nom de « lotus Ōga de Kemigawa ». Par la suite, il est devenu une plante ornementale cultivée aussi bien au Japon et en Chine qu'en Allemagne et aux États-Unis,.

## Galerie

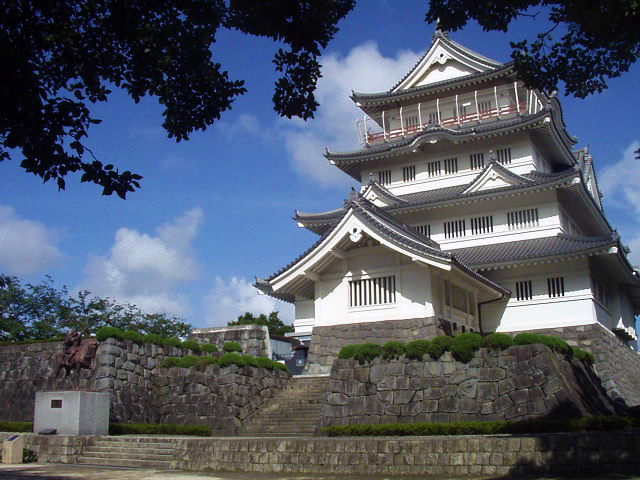
Musée folklorique de Chuo-ku, Chiba.
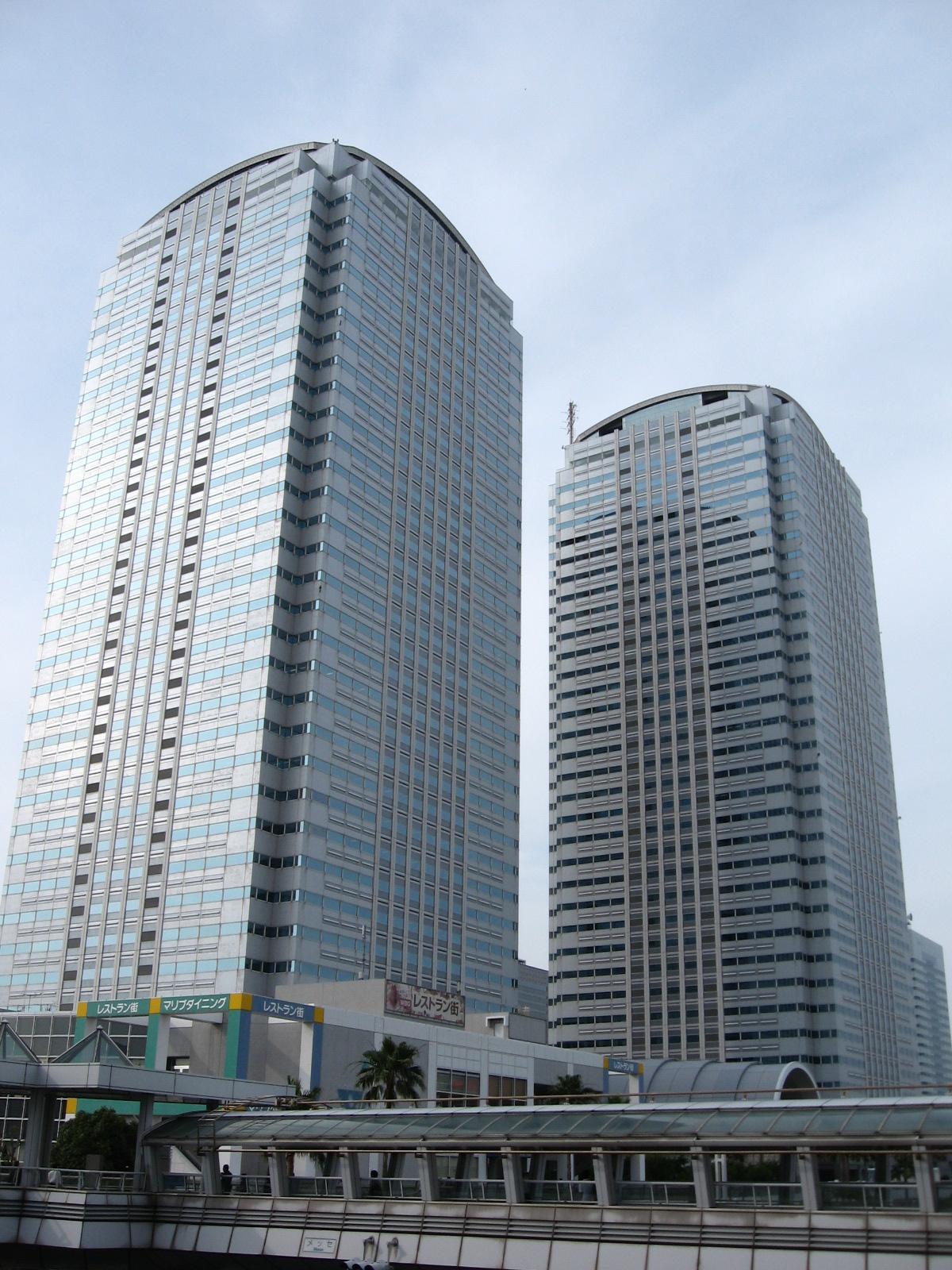
Quartier d'affaires.
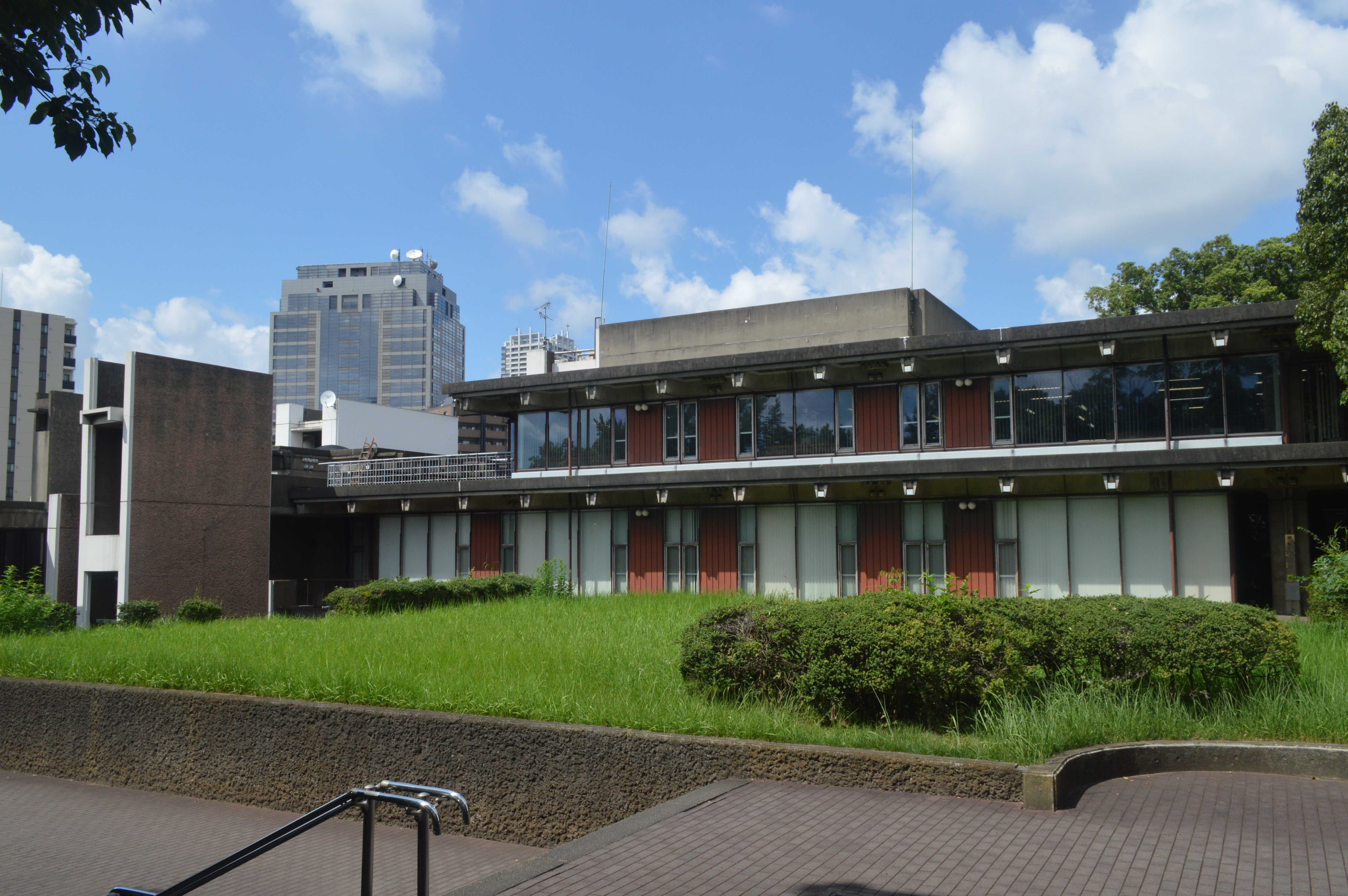
Bibliothèque (architecte Masato Otaka).